# Makói Rádióamatőr Klub
Makói Rádióamatőr Klub (egyéb elnevezés: Makói Rádióklub en.: Mako Radio Amateur Club ) egy civil szervezet Makón.

## Története
Az 1920-as évek 2. felében egymás után alakultak a műsorvevő köröket tömörítő egyesületek és rádióklubok. A makói 1926-ban alakult meg.
1934 januárjában, amikor megalakult a Magyar Rövidhullámú Amatőrök Országos Egyesülete, már volt adóamatőr Makón – egy 18 éves fiatalember, Báron Ferenc. Az első adóberendezés, mely elektromágneses hullámokat sugárzott ki Makóról egy TPTG adó volt. Ezután egy baráti kör alakult ki Szakács Gábor, Károlyi István, Soós Antal, Hadik Zoltán és Bíró Ferenc részvételével.
A háború a rádióamatőr mozgalmat is megbénította. Az amatőrsávok kihaltak. A háború után az akkori politikai eszméknek megfelelően a rádióamatőrök tevékenységét ideológiai tartalommal igyekeztek megtölteni. 1948-ban megalakult a Magyar Szabadságharcos Szövetség, majd 1956 után a Magyar Honvédelmi Sportszövetség. Ezek a félkatonai szervezetek voltak hivatottak felügyelni, korlátok között tartani az amatőrök munkáját.
Makón több mint 10 évnek kellett eltelnie, mielőtt az amatőrködés újjáéledt. A Megyeház utca 1. Szám alatti szegényes felszereltségű "székház"-ban 1959 végén jöttek össze a régi és leendő amatőrök. A rádiózás élménye, az elektrotechnika, a rádiótechnika szeretete hozta össze őket. A makói veterán rádiós, Báron Ferenc közbenjárására Makóra költözött egy tapasztalt amatőr, Kucsera Lajos. Kucsera Lajos volt a klubtitkár, Báron Ferenc, Sántha Endre, Marosvári Sándor, Szabó János, Szűcs János, Majsai Mihály, Bakos Sándor, Halász Károly, Benke Zoltán voltak a tagok. Adókészülék építése és Morse-jelek megtanulása volt a tagok célja.
Az adó egy 3.5 MHz-es 6L6G végcsővel hamarosan el is készült, s telepítettek egy "windom" antennát. Az őszi OK (Csehszlovák) versenyen a HA8KCI hívójelű klubállomás már részt vett.
1962-ben új adó készült OS51 végcsővel. Ez az ötsávos készülék mind kivitelezésében, mind teljesítőképességében megállta a helyét amatőr berkekben – több mint 10 évig szolgálta az amatőrök képzését, szórakozását. Kezdetben csak távíró üzemmódban működött, de hamarosan modulátor fokozat is készült hozzá. Évente 4000-5000 összeköttetést létesítettek, s részt vettek számos amatőr versenyen.
A taglétszám átlag 12-15 fő volt. A stabil emberek mellett hosszabb-rövidebb időre új érdeklődők is jelentkeztek, de a követelményszint már magas volt. Csak azokra számítottak, akiket lekötött a rádiózás, akiknek nem jelentett terhet a Morse adás és vétel megtanulása, a szakmai ismeretek elsajátítása. Báron Ferenc és Kucsera Lajos kiemelkedő érdemeket szereztek azoknak az amatőröknek a kinevelésében, akik a rádióklub magját képezték.
1969-ben a klubtitkárt családi és munkahelyi körülményei Mezőtúrra szólították. Ekkor Szántó Mátyás vette át a klubtitkári teendőket. A klub technikai felszereltségének növelését tűzte ki célul, ennek érdekében munkálkodik. Az 1970-es árvíz idején a Makói Rádióklub hírügyeleti szolgálatot teljesített. A makói lakosokat Hódmezővásárhelyre telepítették át; a makói HA8KCI és a vásárhelyi HA8KCS klubállomások között a kitelepítés időszakában éjjel-nappali összeköttetést tartottak fent. Ez a kapcsolat sokat segített a felmerült különféle szervezési, intézkedési információk gyors továbbításában. A makói és vásárhelyi amatőrök sok kétségbeesett családon is segítettek azzal, hogy megkeresték eltűntnek hitt hozzátartozójukat.
Időközben a rádióamatőr mozgalom irányításában is változás történt. Az MHS helyett létrejött a Magyar Honvédelmi Szövetség. Ez a szervezett már kissé enyhített a korábbi szigorú felügyeleten, de ugyanakkor fokozottabb honvédelmi elő- és utóképzést követelt a klubtagoktól központi célok érdekében. Az amatőrök továbbra is csak akkor hódolhattak szenvedélyüknek, ha az MHSZ tagjai voltak. Központi alapból a klubokat olyan technikai berendezésekkel látták el, amilyet egyénileg nem lehetett beszerezni.
1971 nyarán Bakos Sándor vette át a klubtitkári teendőket, majd 1973 májusában Majsai Mihály.
Az új klubtitkár – Majsai Mihály – jó szervezőnek bizonyult. Mindenekelőtt a klubhelyiség felújítását, komfortosabbá tételét szervezte meg. A "Rádiótechnika" című szakmai folyóirat 1973 decemberi számában egész oldalas cikk jelent meg "A makóiak 110 napja…" címmel, mely a klub újjávarázsolásáról szólt. A cikkeket képek illusztrálták. Ezek egyikén látható az adósarok, az asztalon az új készülék, egy FT 250-es japán gyártmányú SSB adóvevő.
Rövidesen minden sávra antenna készült. A létszám növekedett. Különféle szakosztályok jöttek létre. Megalakult többek között az iránymérő szakosztály. 1974 decemberében egy Rádióamatőr Emléklapot adtak ki a makói amatőrök, amelyet azok szerezhettek meg, akik makói, vagy Makó környéki amatőrökkel létesítettek összeköttetést bárhonnan a világból. Ilyen kihívásnak csak akkor van létjogosultsága, ha mögötte lelkes, aktív rádióamatőrök állnak.
A klub szakmai támogatásával kihelyezett klubok is létrejöhettek. A szakmunkásképző intézetben Benke Zoltán vezetésével, Királyhegyesen Németh János irányításával ifjúsági klub létesült. A határtalan lelkesedést jól példázta Németh János aktivitása. A bogárzói tanyán élő parasztember önmaga erejére és eszére támaszkodva telepes adókészüléket épített. Így jutott el az amatőrködésnek arra a szintjére, hogy fiatalok nevelésére is vállalkozhatott.
1982-ben a Városi Rádióklub új helyre, a József Attila u. 6. Szám alá, az MHSZ székházba költözött. A klubtagok gyorsan berendezkedtek az új – réginél kissé szűkösebb, de kényelmes – helyiségekben. Sok hazai és nemzetközi versenyben vettek részt, miután felszerelték antennáikat.
A rádiótechnika időközben rendkívüli mértékben fejlődött. A rádiócsöves készülékek helyett megjelentek a tranzisztoros, majd integrált áramkörös berendezések. Az amatőröknek számos új terület adódott, melyet meg lehetett hódítani, el lehetett sajátítani. Aki azonban a rádióforgalmazás területén akart elérni nagyobb sikereket, már nem építette, hanem vásárolta adóvevő berendezését. A 80-as évek végére jellemző volt, hogy egy-egy gyári berendezés nyugati turistaúton került az amatőrök tulajdonába.
Ilyen nyugati hordozható URH adóvevők voltak a segítői a makói amatőröknek 1989-ben karácsonykor, a romániai események idején. A nagylaki határállomásra települtek ki, s onnan tartották az összeköttetést a makói és szegedi segélyszervezetekhez települt amatőrökkel. Tökéletes hírrendszert működtettek éjjel-nappal, amíg szükség volt rá.
A rendszerváltás Magyarországon is bekövetkezett. Az MHSZ megszűnt, s a rádióamatőrök immár állampolgári jogon kaphatnak adóengedélyt, ha a nemzetközi előírásoknak megfelelő vizsgát eredményesen leteszik. A Magyar Rádióamatőr Szövetség ma már nem csak a nyugat felé létrehozott kirakatszervezet, hanem a rádióamatőrök által működtetett képviseleti és szakmai egyesület.
Makón 1990. szeptember 3-án készült el az MHSZ Makó Városi Rádióklub vagyonfelmérő leltára. Ezt a vagyont a Minisztertanácsi rendeletnek megfelelően átadták az 1990. április 27-én 10 fővel megalakított MTTSZ (Magyar Technikai és Tömegsportklubok Szövetsége) Makó Városi Rádióklubnak.
Az új klubelnök Nagy Lajos lett. A régi, lelkes makói rádióamatőrök együtt maradtak. Bár nehéz volt eligazodniuk a rendszerváltás okozta átalakulás útvesztőiben, de szükségét érezték egy rádióklub fenntartásának.
Alig egy év múlva újabb jelentős változás következett be: a klub teljesen önálló egyesületté alakult át, melyet cégbírósági határozattal tettek jogszerűvé. Az új független klub neve Makói Rádióamatőr Klub lett. Az elnöki teendőket továbbra is Nagy Lajos látta el, s a tagok között ott voltak a régi amatőrök is: Báron Ferenc, Sántha Endre, Németh János, Majsai Mihály… stb.
A közelmúltban elhunyt több meghatározó személy – Báron Ferenc és Bakos Sándor – ám a taglétszám napjainkban 40 fő körül mozog. Az MHSZ-tól örökölt klubhelyiségek változatlanul a József Attila u. 6. szám alatt találhatóak. Itt gyűlnek össze hetente egyszer a makói rádióamatőrök, hogy megbeszéljék a legújabb technikai újdonságokat, kicseréljék rádiós tapasztalataikat, beszámoljanak egymásnak a különleges összeköttetésekről.
A rádiózástechnika fejlődésével a klub is igyekszik lépést tartani. A városban packet rádiós csomópont működik, mely a városi és a határon túli amatőrök részére biztosít kapcsolódási pontot a magyar digitális hálózat felé.
Sikeres kísérletek folytak, illetve számos összeköttetés született az újonnan elterjedt amatőr üzemmódokban is, melyek közt találhatóak RTTY, SSTV, packet és műhold segítségével létrehozott kapcsolatok is.
Főleg az ifjabb klubtagok lelkesen vesznek részt amatőrversenyekben. A mai kor követelményeinek már nem megfelelő, szerény berendezések ellenére is szép sikereket könyvelhetnek el mind a rövidhullámú, mind az URH sávokon. Egy-egy eredményes versenyzés a város hírnevét öregbíti, miként teszi azt minden egyes összeköttetés is.
A fiatalok képzése ma már nem katonapolitikai szempontok szerint történik, de a tapasztalt kollégák szívesen osztják meg tudásukat minden érdeklődővel. Évente több új amatőr gazdagítja a várost.
Mándoki Sándor kezdeményezésére 1993 óta a klub tagjai regionális amatőrtalálkozót szerveznek, melyre az ország különböző területeiről, illetve a határon túlról is számos amatőrtárs látogat el. Ezek a találkozók lehetőséget nyújtanak arra, hogy személyes ismeretségek alakuljanak ki olyan rádióamatőrök között, akik rendszeresen létesítenek kapcsolatot egymással készülékeik segítségével. Szakmai előadások, baráti beszélgetések, közös étkezés, illetve az elmaradhatatlan börze – a berendezések adásvétele – tartoznak a programhoz.